# Elimia carinocostata
Elimia carinocostata är en snäckart som först beskrevs av I. Lea 1854.  Elimia carinocostata ingår i släktet Elimia och familjen Pleuroceridae. IUCN kategoriserar arten globalt som livskraftig. Inga underarter finns listade i Catalogue of Life.